# 51 a.C.

## Eventos
- Sérvio Sulpício Rufo e Marco Cláudio Marcelo, cônsules romanos.
- Oitavo ano das Guerras Gálicas do general Júlio César:
  - César cerca e captura Uxeloduno, derrotando cadurcos e sênones.
  - Completada a pacificação da Gália.
- Cleópatra e Ptolomeu XII governam o Egito ptolemaico.

## Nascimentos
- Públio Sulpício Quirino, senador romano da gente Sulpícia eleito cônsul em 12 a.C. juntamente com Marco Valério Messala Apiano (m. 21 d.C.).